# 亚多尼比色
亚多尼比色（希伯來語：‎ ’Ăḏōnî-Ḇezeq, Adoni-Bezek，意为"比色之主"）是希伯来圣经士师记 1:4–7提到的一位迦南君主。在以色列人占领迦南之前，他征服了他周围70个城市的王。犹大支派和西缅支派在比色与他交战，击杀了迦南人和比利洗人。
《士师记》中描述的事件的历史真实性是许多学者之间不断争论的主题，他们对这本书中有多少是历史事实的观点存在分歧。
根据《士师记》，亚多尼比色被以色列人抓住，砍断他手脚的大拇指。约书亚死后， 犹大支派和西缅支派军队率领以色列人攻打迦南王，继续以色列人对迦南的征服。 他们对亚多尼比色显然采用了以眼还眼的圣经律法，并把他带到耶路撒冷成为奴隶。经文记载，亚多尼比色说，“从前有七十个王，手脚的大拇指都被我砍断，在我桌子底下拾取零碎食物。现在神按着我所行的报应我了。” 根据埃里科特的解释，砍断拇指可以阻止他再拉弓或挥剑。罗马人想逃避征兵，就会砍断拇指。